# Can Via
Can Via és una masia situada al municipi de la Palma de Cervelló a la comarca catalana del Baix Llobregat. És una obra inclosa a l'Inventari del Patrimoni Arquitectònic de Catalunya. La masia està envoltada per la riera de Rafamans o de la Palma per un costat, i pel torrent de Can Via per l'altre.
A la masia s'hi pot trobar una font, i actualment s'hi desenvolupa activitat com a berenador. L'entorn, molt ombrívol, està vorejat per grans plàtans (Platanus hybrida). Un pont d'obra travessa el torrent i hi ha una petita construcció de maons al costat de la font. Una canalització, per sobre de la font, condueix l'aigua del torrent als safareigs de can Via.

## Descripció
És una antiga masia orientada al SO i coberta a dues vessants, amb el carener perpendicular a la façana principal. Conserva el tancat primitiu si bé s'hi han addicionat cossos d'edificació moderns a l'E i NO. Conserva el portal rodó i el capialt (a l'interior) molt sencer, així com els accessos al vestíbul. Conserva una portada del s.XVII, i la llinda de les finestres són de pedra rogenca, molt típica de la vall.

## Història
La masia probablement va ser construïda a l'inici de l'any 1700, ja que en una de les finestres hi torbem la inscripció 1110 i es suposa que es refereix en realitat a l'any 1710.
El topònim de "Via" correspon a l'origen del llinatge dels Via de Santa Coloma de Cervelló. Després del segle XVIII-XIX passà a la família Pasqual que la va mantenir durant vuit generacions. El conjunt fou restaurat per l'arquitecte Joan Rubió i Bellver l'any 1948.